# Traité quadripartite des agences de presse
Le traité quadripartite des agences de presse, appelé aussi le cartel des agences, est signé en 1875 entre Reuters, Havas, l'Associated Press et l'agence Continentale lorsque coût des liaisons télégraphiques reste encore très élevé. Cela incite les quatre agences de presse à organiser un « partage du monde », pour s'échanger ensuite les dépêches. 
C'est une nouvelle version du cartel des agences de presse de janvier 1859, qui est un accord exclusif et réciproque d’Havas avec Reuters et l'agence Continentale (agence Wolff) pour les nouvelles étrangères. Ce partage du monde entre trois agences européennes fait face après 1865 à l'arrivée d'un câble télégraphique transatlantique.

## Histoire

### Contexte et objectifs
La première idée du traité, partagée par tous, était d'accorder à chacun une zone cohérente, pour limiter les coûts. La seconde, plus présente chez les Britanniques et les Américains, était de serrer les coudes face aux tentatives des gouvernements européens de contrôler entièrement le marché de l'information par la propriété des lignes télégraphiques. Le contexte est alors marqué par le début de l'interventionnisme du chancelier allemand, Otto von Bismarck, dans la gestion de l'agence Continentale. En Italie, Francesco Crispi veut faire de l'agence Stefani un agent de sa politique. La loi du 31 juillet 1868, passe par le gouvernement conservateur de Benjamin Disraeli, nationalisé les compagnies britanniques de télégraphe, et le Telegraph Act de 1869 tente d'abaisser les tarifs pour Reuters et sa partenaire sur le marché de l'info nationale : la Press Association. En France, le gouvernement conserve la main, cependant, et ne se soucie pas des prix élevés. Il faudra attendre les lois sur le télégraphe de 1878 pour que le pays s'inspire de l'exemple britannique du Telegraph Act de 1869.

### Conséquences
Le traité est signé 29 juillet 1875 pour le compte des trois agences européennes par Reuters, qui est à l'extrémité du premier câble télégraphique transatlantique. Auparavant, la négociation réunissait autour de la table les quatre partenaires : l'Associated Press, l'agence Havas, Reuters et l'agence Continentale. 
Cet accord permet à la New York Associated Press de revenir dans la course, alors que l'agence Continentale allemande avait décidé en 1869 de se retourner vers la Western Associated Press. Le traité est suivi d'aménagements des accords antérieurs. Ainsi, en 1876, Havas demande la révision du traité de 1874 la liant à Reuters avec l'accord de cette dernière. L’agence française opère ainsi seule en Amérique latine à partir de juillet 1876.

### Nouvelles versions auXXesiècle
Le traité est profondément réécrit par l'alliance entre agences de presse de 1902, voulue essentiellement par les Américains et consentie du bout des lèvres par les Allemands. L'alliance nouvelle formule donne à l'Associated Press le droit de couvrir les Philippines, Cuba, Hawaï et Porto Rico comme des territoires exclusifs. Entre 1901 et 1903, l'agence américaine installe par ailleurs quatre bureaux en Europe, à Londres, Berlin, Rome et Paris alors qu'elle ne disposait jusque-là que d'un correspondant à Londres.
Nouveau coup de théâtre, en avril 1927, la direction de l'Associated Press vote la dénonciation du traité. Le 21 mai est organisée une conférence générale des quatre agences alliées à Varsovie, que la Société des Nations réunit à nouveau à Genève le 24 août. L'accord du 26 août 1927 sur l'information ouvre à l'Associated Press le Canada et l'Amérique latine, cette dernière étant également ouverte à Reuters. Finalisé à la fin de l'année, le traité ouvre à Havas et Reuters le Canada et le Mexique. Le Japon, jusque-là territoire de Reuters, devient accessible à l'Associated Press 

## Chronologie des accords internationaux
- Janvier 1859 : le cartel des agences de presse est créé par un accord exclusif et réciproque d’Havas avec Reuters et l'agence Continentale (agence Wolff) pour les nouvelles étrangères.
- 1865: expansionnisme de Reuters, qui se heurte à Otto von Bismarck
- 1869: accord de l'agence Continentale avec la Western Associated Press de Chicago plutôt que partager avec Havas et Reuters le coût du service que Reuters reçoit de New York Associated Press.
- 4 novembre 1869: accord de “fusion d’intérêts” proposé par Reuters à Havas d’exploitation, dans le monde entier à bénéfices et à pertes égales
- 1869 : Wolff verse à Reuters une forte indemnité financière pour qu'il se retire du nord de l'Allemagne, Brème et Hambourg s'étant tournés vers l'agence britannique la Press Association en raison de l'expansionnisme de Bismarck[4].
- 1870: l'agence Continentale obtient l'Allemagne, la Scandinavie, Saint-Pétersbourg et Moscou. Reuters obtient les Pays-Bas. La New York Associated Press se joint au cartel en 1875.
- 1er mai 1874: Le second traité Havas-Reuters met en commun tous les services télégraphiques
- 29 juillet 1875: Reuters signe pour les trois agences un contrat avec la New York Associated Press, valable pour un an et indéfiniment renouvelable.
- janvier 1876: Havas demande révision du traité de 1874. À partir de juillet 1876, l’agence française opère seule l’Amérique du Sud mais se retire d'Égypte, et Reuters obtient le monopole de l'Extrême-Orient
- février 1887: alliance "offensive" de Reuters et de l'agence Continentale, action commune pour étendre leur couverture européenne
- 1902: création de l'alliance entre agences de presse de 1902
- 1909: création de la United Press International américaine
- 5 octobre 1902 : traité entre Havas, Reuters, l'agence Continentale et l'Associated Press. Cette dernière obtient Cuba, Porto Rico, l'Amérique centrale, Hawaï et les Philippines ; sert un tiers des 2000 journaux américains et étend son réseau à Paris, Londres et Bruxelles
- 1909: création de l'International News Service (INS) américain
- juillet 1909: accord décennal d'échange des nouvelles et de partage du monde entre Havas, Reuters et l'agence Continentale
- avril 1927: le traité quadripartite est dénoncé. L'Associated Press obtient la suppression du paiement de la soulte versée à Londres et à Paris et la liberté d'action à Cuba, aux Antilles britanniques, en Amérique centrale et en Amérique du Sud.